# Basanthpur, Bidar
Basanthpur là một làng thuộc tehsil Bidar, huyện Bidar, bang Karnataka, Ấn Độ.